# Landouge
Landouge (en occitan Sent Marçau ou Landoja) est un quartier de Limoges situé à l'ouest de la ville, à l'écart du centre-ville. 
Il se situe entre la vallée de l'Aurence à l'est, et l'aéroport de Limoges-Bellegarde à l'ouest. Il est historiquement localisé sur la route reliant Limoges à Angoulême, laquelle déviée en voie rapide, borde le quartier sur sa partie méridionale.

## Géographie
Landouge est un des plus grands quartiers extérieurs de la capitale régionale, dont il est séparé par l'Aurence. Son centre, entièrement réaménagé en 2011-2012, présente encore l'organisation d'un village, mais il est entouré de plus en plus par les lotissements pavillonnaires et les HLM. Il comprend aussi de nombreux villages, parmi lesquels Beauvais, Le Coudert ou bien encore La Forêt. Du fait de ses nombreuses collines, Landouge et ses environs présentent de nombreux points de vue sur tout l'ouest de Limoges. Le centre surplombe ainsi le Val de l'Aurence.
Il est traversé de petits cours d'eau, le principal étant l'Aurençous, qui se jette dans l'Aurence. Une partie du territoire, bien que grandement menacée par l'expansion de nouveaux lotissements, est formée de champs (quelques exploitations agricoles sont encore présentes), de bois et de friches.

### Infrastructures
Par son éloignement du centre-ville, Landouge dispose d'une mairie annexe, située dans le centre du bourg, en face de l'église.
Le quartier possède également une école maternelle et une école primaire, située à proximité des stades et du gymnase. Au centre du quartier, le quartier dispose d'un Intermarché, un magasin Bio, une boucherie, un salon de coiffure, un institut de beauté, une boulangerie, une crèche, un bureau de tabac, un fleuriste ainsi qu'un fast-food (kébab). L'École Limousine de Chiens Guides d'Aveugles est implantée en marge du bourg. 
Landouge possède également un crématorium, le seul de Haute-Vienne. Une déchèterie est présente sur le territoire, dans le cadre de Limoges Métropole.
Un Établissement d'hébergement pour personnes âgées dépendantes (EHPAD) spécialisé dans l'accueil de victimes d'Alzheimer a ouvert ses portes début 2011.

### Transports
Le quartier est desservi par la ligne de bus no 11 de la STCLM  Limoges-Landouge/ Les Courrières <> Couzeix Océalim , mais également par les lignes no 17 Pl. W. Churchill <> Verneuil-Pennevayre, no 28 Ciel <> Verneuil-Les Vaseix depuis la rentrée 2011 et l'arrivée de la commune voisine de Verneuil-sur-Vienne dans la communauté Limoges Métropole

## Historique
Contrairement à Beaune-les-Mines, Landouge n'a jamais été une commune indépendante. Connu jusqu'au milieu du XIXe siècle comme La croix de Landouge, le village est bâti sur d'anciennes terres dépendant de l'Abbaye Saint-Martial de Limoges, ce qui explique son nom occitan originel. Il doit son développement à l'accroissement du trafic sur la route d'Angoulême, jusqu'à ce que celle-ci soit déviée dans les années 1990.

## Monuments

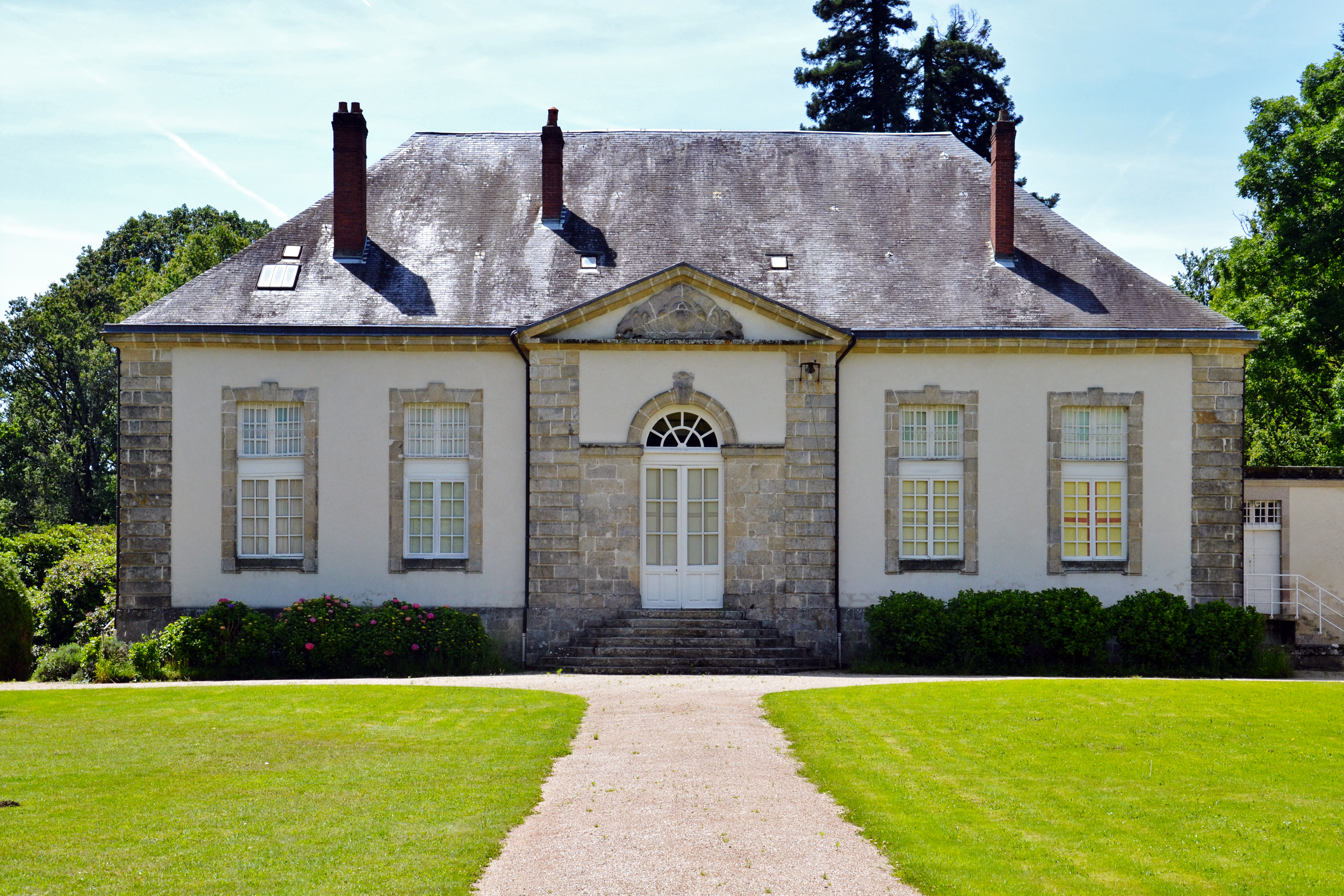
Façade du château

- Château de Beauvais : ancienne demeure des abbés de l’abbaye Saint-Martial de Limoges, elle fut construite au XVIIIe siècle sur les plans de l’architecte limousin Joseph Brousseau. Jouxtée par une exploitation agricole de la même époque, elle est entourée d'un parc à l'anglaise de trois hectares du XIXe siècle[1].
- Église Saint-Martial de Landouge, datant du XIXe siècle.
- Ancien lavoir

## Animations
La rentrée 2012 est marquée par le lancement d'un grand marché le dimanche matin, avec plus d'une vingtaine d'exposants. L'objectif est de concurrencer celui de Panazol, de l'autre côté de l'agglomération Limougeaude.
Un vide-grenier a également lieu chaque année.

## Sports
De multiples associations sportives sont présentes, notamment le Limoges Landouge Foot, club formateur de Laurent Peyrelade.
De nombreux sports sont ainsi représentés (football, basket-ball, tennis, volley-ball etc.).